# Rock in Opposition
Rock in Opposition of RIO is in de muziekwereld een voormalige beweging die aan het eind van de jaren zeventig bestond uit een collectief van "progressieve" bands die zich verenigden in hun weerstand tegen de muziekindustrie die hun muziek weigerde te erkennen.

## Geschiedenis
De beweging werd in maart 1978 op gang gebracht door Henry Cow, toen deze groep vier andere Europese bands uitnodigde in Londen om op te treden op een festival dat "Rock in Opposition" werd genoemd. De groepen die op dit eerste evenement optraden, waren:
- Henry Cow (Engeland)
- Stormy Six (Italië)
- Samla Mammas Manna (Zweden)
- Univers Zéro (België)
- Etron Fou Leloublan (Frankrijk)

Na het festival maakte men via een charter van RIO formeel een organisatie, waarvan het doel was de leden te vertegenwoordigen en promoten. Drie andere bands werden nog aan het collectief toegevoegd: Art Bears uit Engeland, Art Zoyd uit Frankrijk en Aksak Maboul uit België, en er werden nog festivals gehouden in Frankrijk, Italië en Zweden.
Als beweging bleef RIO niet lang bestaan, maar de nalatenschap wel. Hoewel RIO nooit echt naar een muziekgenre verwees (de oorspronkelijk RIO-groepen speelden redelijk uiteenlopende soorten muziek), wordt de term vaak gebruikt door luisteraars, musici en verdelers om groepen te classificeren. De term wordt dan vaak geplakt op groepen die optraden op RIO-festivals of groepen die verwant waren aan of afgeleid waren van RIO-bands.